# Programa Estadual de Desestatização
O Programa Estadual de Desestatização (PED), foi criado pela Lei Nº 9.361, de 5 de julho de 1996, durante o governo Mário Covas. Foi responsável por privatizar as principais empresas e estradas estaduais entre 1995 e 2000, o que garantiu R$ 32,9 bilhões aos cofres do estado. Um dos principais articuladores dos planos de privatização foi o secretário de Energia de Covas, David Zylbersztajn, juntamente com Geraldo Alckmin (então vice-governador), que à época presidiu o PED.

## Privatizações
- Banespa – Banco do Estado de São Paulo[1]
- CESP – Companhia Energética de São Paulo[1]
- CPFL – Companhia Paulista de Força e Luz[1]
- Comgás – Companhia de Gás do Estado de São Paulo[1]
- Eletropaulo – Eletricidade de São Paulo[1]
- Elektro – Serviços de Eletricidade[1]
- Fepasa – Ferrovia Paulista[1]
- Empresa Bandeirante de Energia[1]
- EMAE – Empresa Metropolitana de Águas e Energia[2]
- Rodovia dos Bandeirantes[1]
- Rodovia dos Imigrantes[1]
- Sabesp[3]
- Via Anchieta[1]
- Via Anhanguera[1]